# اثربخشی دعا

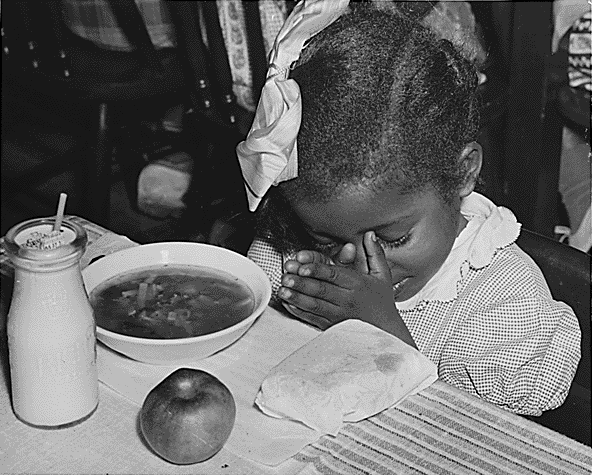
یک کودک در حال دعا قبل از ناهار، ۱۹۳۶

سنت‌های دینی گوناگون در سطح جهان دریافت‌های پیچیده‌ای از ذات، عملکرد و انتظارات از دعا دارند. این که اثربخشی دعا قابل کشف است یا نه و اگر هست چگونه، به این بستگی دارد که به نتایج دعا چگونه به عنوان یک مسئله نگریسته شود، در حالی که بعضی از گروه‌های مذهبی استدلال می‌کنند «قدرت دعا» آشکار است، برخی دیگر این که اثربخشی دعا اصلاً به‌طور قابل اطمینان قابل اندازه‌گیری است یا می‌تواند معنا دار پنداشته شود را زیر سؤال می‌برند. مسایل ابتدایی فلسفی به این پرسش که دعا اثربخش است یا نه شکل می‌دهد مثلاً این که استنتاج آماری یا ابطال‌پذیری اطلاعات کافی برای ابطال یا اثبات چیزی را فراهم می‌آورند یا نه و این که آیا این پرسش اصلاً در مقوله علم می‌گنجد یا نه.
اثربخشی دعا یا نماز، موضوع انواع تحقیقات از زمان مطالعات فرانسیس گالتون در ۱۸۷۲ بوده‌است. آزمایش‌های دو سو کور Double-blind هیچ گونه اثری نشان نداده‌اند.
در تحقیقی که در ۲۰۰۶ توسط بنیاد جان تمپلتون با هزینه ۲٫۴ میلیون اجرا شد، تأثیری از دعا کردن بر روی بهبودی بیماران به دست نیامد. در این تحقیق، اثرات درمانی دعا در بهبود بیماران قلبی که بای پس قلب کرده بودند، مطالعه شد: به این طریق که گروه‌های مختلف دعای شفاعت دریافت کرده، مورد دعا قرار نگرفته، به آن‌ها گفته شده که برایشان دعا می‌کنند، و گروهی دیگر از دعا برایشان اطلاع نداشتند. در نتیجه مطالعه مشاهده شد که دعا کردن در بهبودی یا کمتر شدن مشکل در حین بهبودی تأثیری ندارد، ولی آن دسته که از دعا کردن برایشان مطلع بودند عوارض بیشتری پس از عمل داشتند (۵۹٪ مشکل بعد از عمل در کسانی که از دعا اطلاع داشتند، نسبت به ۵۲٪ مشکل بعد از عمل در کسانی که از دعا اطلاع نداشتند).
هرچند بعضی مطالعات تحقیقی اثربخشی دعا در کاهش تب و کاهش زمان بستری شدن در بخش مراقبت‌های ویژه و بیمارستان را نشان داده و نیز بهبودی نسبی در بعضی بیماری‌های سرطانی را تأیید کرده‌است،
ولی مطالعه بنیاد همیاری کوکران، یافته‌های مؤثر بودن یا نبودن دعا در بیماری‌ها را دوپهلو دانسته و شواهد تأیید کننده یا رد کننده را کافی نمی‌داند.